# Бхактиведанта-мэнор
Бхактиведа́нта-мэ́нор (англ. Bhaktivedanta Manor) — сельскохозяйственная община Международного общества сознания Кришны (ИСККОН) в графстве Хартфордшир. Находится в 30 км от центра Лондона, неподалёку от г. Уотфорда. Является крупнейшей кришнаитской общиной в Великобритании и одним из самых популярных индуистских храмов в Европе. Бхактиведанта-мэнор подарил кришнаитам в 1973 году Джордж Харрисон. С тех пор здесь располагается штаб-квартира ИСККОН в Великобритании. В дни крупных индуистских праздников храм посещают десятки тысяч индуистов. В 2010 году в день праздника «Кришна-джанмаштами» в Бхактиведанта-мэноре собралось рекордное количество верующих — около 70 000 человек.

## Описание
В центре Бхактиведанта-мэнора находится красиво разукрашенное святилище, где совершается регулярное поклонение божествам Радхи и Кришны (которые называются «Шри Шри Радха-Гокулананда»), а также божества Ситы и Рамы вместе с его братом Лакшманой и слугой Хануманом.
К храму прилегают 28 гектаров земельных угодий, на которых расположены современный театр бхакти, магазин, хлебопекарня, колледж, ашрам, ведическая средняя школа (гурукула), коровник и сельскохозяйственная ферма, где земля возделывается с помощью быков, без применения сельхозтехники. Пролегающая по территории общины дорога называется Дхарам-марг, что в переводе с хинди означает «истинный путь».
Бхактиведанта-мэнор регулярно используется для проведения индуистских религиозных фестивалей и свадеб.

## История

### Ранняя история
Первое упоминание о Бхактиведанта-мэноре относится к XII веку, когда Вестминстерский аббат даровал землю в Альденхэме Томасу Пикоту. В XIII веке, так как окружающее поместье земли принадлежали Лорду Пикоту, место получило название «Пикотс-мэнор» («поместье Пикота»). В 1884 году на месте средневекового тюдоровского поместья, был построен имитационный тюдоровский особняк. В 1920-е годы поместье стало называться «Пигготс-мэнор». С 1957 по 1972 год Пигготс-мэнор использовался в качестве центра по обучению медсестёр под управлением госпиталя Св. Варфоломея.

### Преобразование в вайшнавский храм

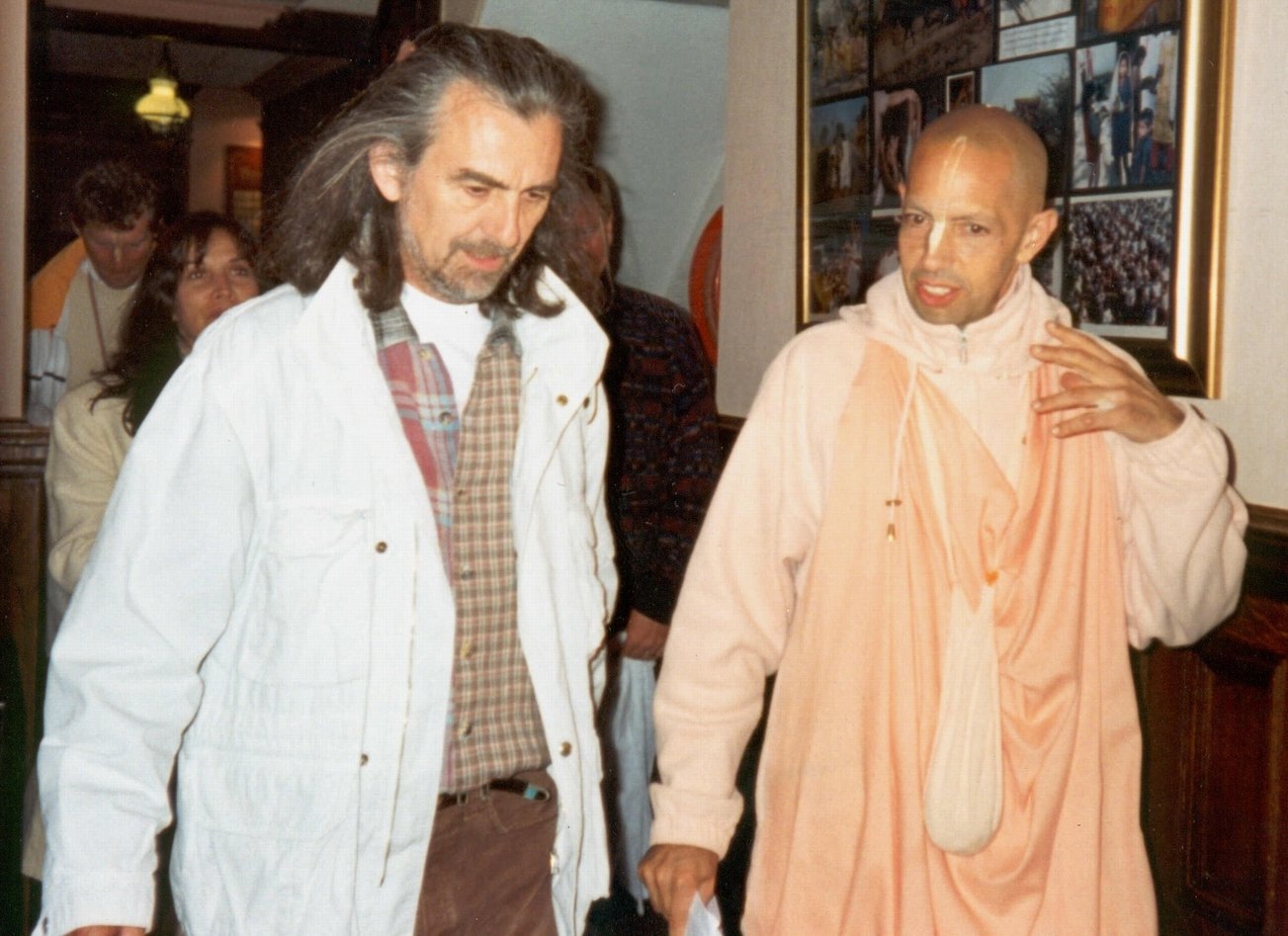
Джордж Харрисон и Мукунда Госвами в Бхактиведанта-мэноре (1996 год).

В 1973 году «Пигготс-мэнор» был приобретён бывшим членом группы The Beatles Джорджем Харрисоном, который купил поместье в подарок ИСККОН и его основателю Бхактиведанте Свами Прабхупаде. После этого кришнаиты переименовали Пигготс-мэнор в «Бхактиведанта-мэнор» (бхакти в переводе с санскрита означает «преданное служение Богу», а веданта — «конечное знание Вед») и преобразовали его в храм и ашрам. Джордж Харрисон хотел, чтобы Бхактиведанта-мэнор «стал примером того, что такое сознание Кришны». «Местом, где люди могли бы испытать величие преданного служения Верховному Господу».
В период с 1973 по 1977 год Бхактиведанта-мэнор служил резиденцией Бхактиведанты Свами Прабхупады во время его визитов в Великобританию. Та часть здания, в которой останавливался Прабхупада, после его смерти в 1977 году была преобразована в посвящённый его памяти музей.

### Кампания в защиту Бхактиведанта-мэнора (1994—1996)

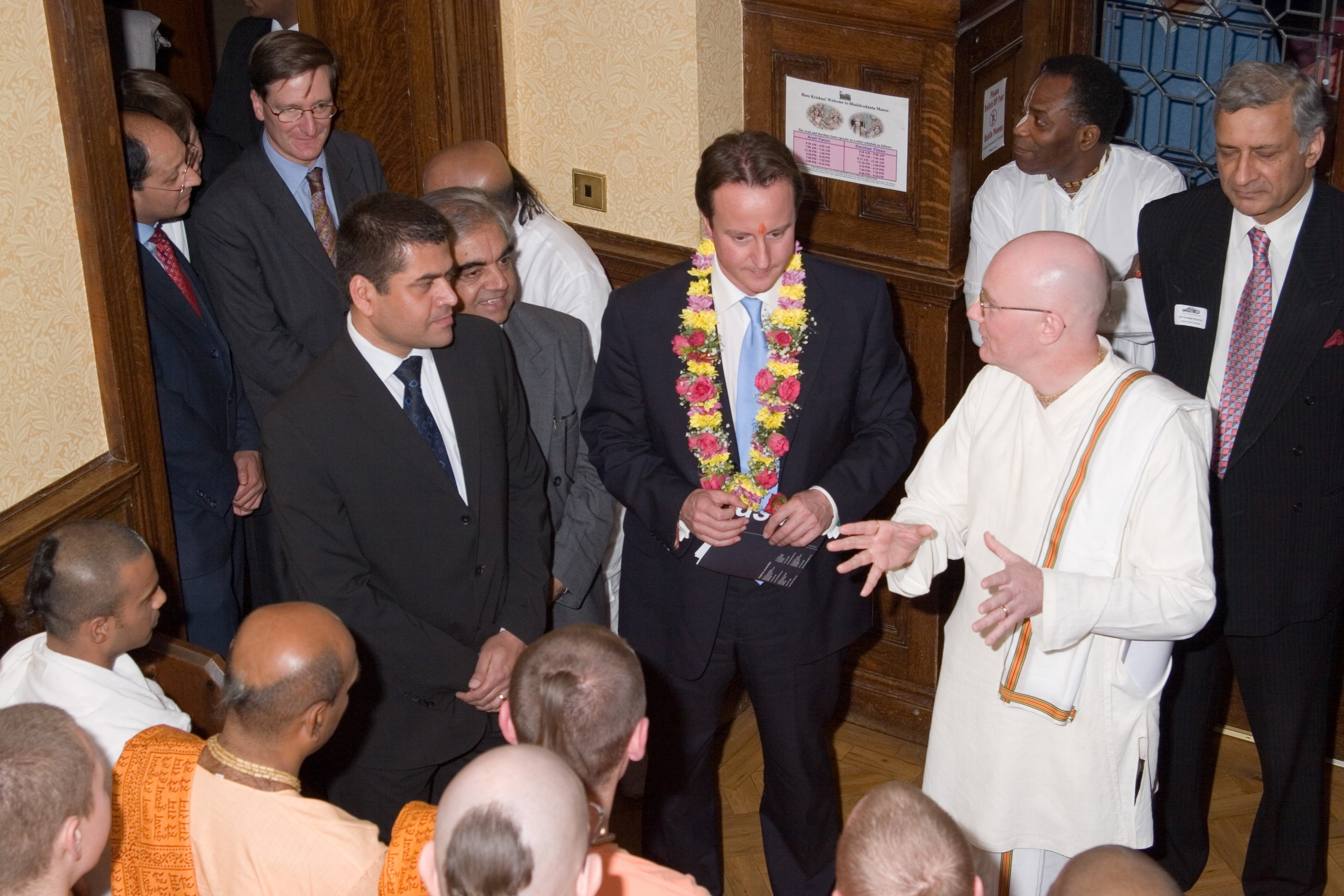
Дэвид Кэмерон во время визита в Бхактиведанта-мэнор (2003 год).

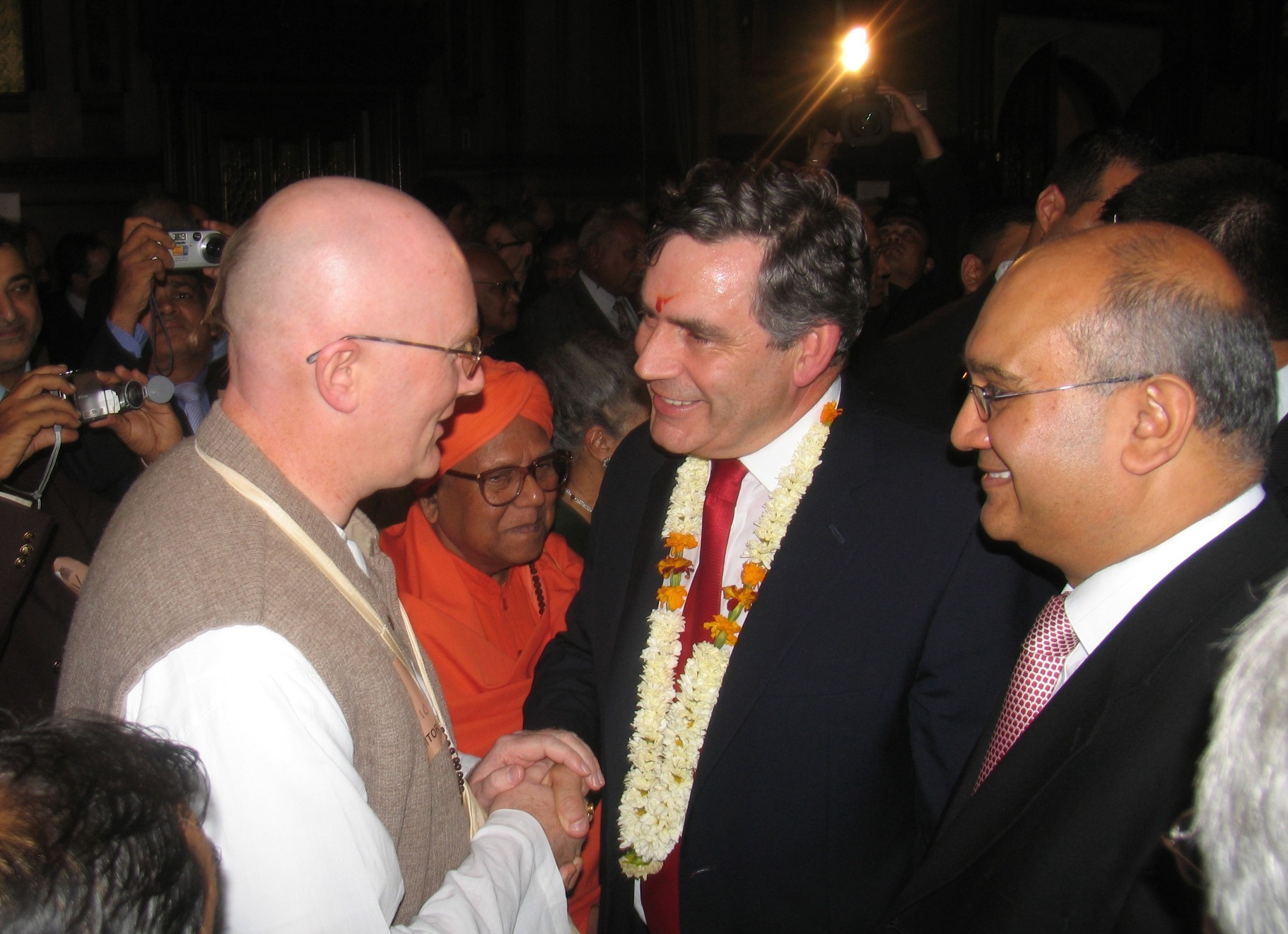
Президент Бхактиведанта-мэнора Гауридас (слева) и Гордон Браун во время празднования Дивали в
Палате общин, октябрь 2006 года.

В середине 1990-х годов Бхактиведанта-мэнор оказался в центре внимания британской общественности. Это произошло после того, как местные власти призвали прекратить религиозное поклонение в храме, который к тому времени в дни крупных индуистских праздников посещало до 25 тыс. индусов. Началась публичная акция протеста, ход которой широко осветили средства массовой информации Великобритании. В Лондоне прошёл ряд многотысячных демонстраций индуистов в защиту Бхактиведанта-мэнора.
Британский религиовед Мэлори Най посвятил этой теме свою монографию «Multiculturalism and minority religions in Britain: Krishna consciousness, religious freedom and the politics of location» («Мультикультурализм и религиозные меньшинства в Великобритании: Сознание Кришны, религиозная свобода и местная политика»), в которой он проводит исследование борьбы британских индуистов за право продолжать осуществлять религиозное поклонение в Бхактиведанта-мэноре. Най затрагивает ключевые этнографические темы, которые являются основой для дискуссий о расизме среди белых англичан из провинции. Он утверждает, что судебная тяжба в отношении «надлежащего использования» Бхактиведанта-мэнора может рассматриваться как борьба, в которой индусы-азиаты сражались против того, что, по мнению могущественного класса белых англичан, было самой сущностью английского образа жизни — английской деревни.
Най отмечает, что Бхактиведанта-мэнор расположен в самом сердце богатого и «истинно английского» графства Хартфордшир, большинство населения которого составляют белые англичане среднего класса. Согласно Наю, эта типичная английская сельская местность, где обычно можно встретить людей, играющих в крикет на лугах и по вечерам собирающихся в поговорить в барах за кружкой пива. Такая идиллическая деревенская атмосфера «яростно» поддерживается местными белыми жителями среднего класса, ратующими за то, чтобы Хартфордшир всегда оставался отличным от близлежащего Лондона с его шумом и уродством. Согласно Наю, конфликт возник по причине того, что местные жители посчитали, что огромное количество азиатов-индуистов, посещающих храм, создавало неудобство и нарушало их мирный, деревенский жизненный уклад.
Местные жители регулярно направляли жалобы деревенскому административному совету, выражая своё недовольство тем, что тысячи индуистов, посещавших Бхактиведанта-мэнор в дни праздников, создавали огромное транспортное движение в прилегающей местности и тем самым нарушали мирную сельскую атмосферу. В 1994 году местный административный совет наложил запрет на поклонение в Бхактиведанта-мэноре. В качестве выхода из создавшейся конфликтной ситуации, ИСККОН предложил построить на свои средства новою дорогу в объезд прилегавшей к Бхактиведанта-мэнору деревни. Однако, в разрешении на строительство дороги ИСККОН было отказано. 16 марта 1994 года запрет вступил в силу, что вызвало бурный протест британских индуистов. В Лондоне состоялась огромная демонстрация, в которой приняло участие около 36 тыс. человек. В мае того же года, перед зданием Британского парламента была проведена ещё одна демонстрация, в которой приняло участие более 5 тыс. индуистов. Тем временем, поклонение в храме продолжилось в нормальном режиме. В августе на фестиваль Кришна-джанмаштами в Бхактиведанта-мэноре собралось около 25 000 индуистов. В результате, британские власти возбудили уголовное дело против ИСККОН за нарушение запрета на религиозное поклонение. Суд приговорил ИСККОН к выплате штрафа в размере 37 тыс. фунтов стерлингов, но ИСККОН подал апелляцию и иск в Европейский суд по правам человека (дело «ИСККОН против Великобритании»). Конфликт был официально разрешён в мае 1996 года, когда Министерство окружающей среды Великобритании одобрило строительство объездной дороги и позволило продолжить религиозное поклонение в храме, назвав Бхактиведанта-мэнор «непревзойдённым по своему религиозному значению».

### Мемориальный сад Джорджа Харрисона
В мае 2013 года в Бхактиведанта-мэноре открылся мемориальный сад в честь Джорджа Харрисона. Вдова музыканта, Оливия Харрисон, заявила прессе: «Я благодарна преданным [кришнаитам] за выражение почтения Джорджу в форме сада — проявления в материальном мире, которым он бы очень гордился».

## Галерея
Храмовые божества

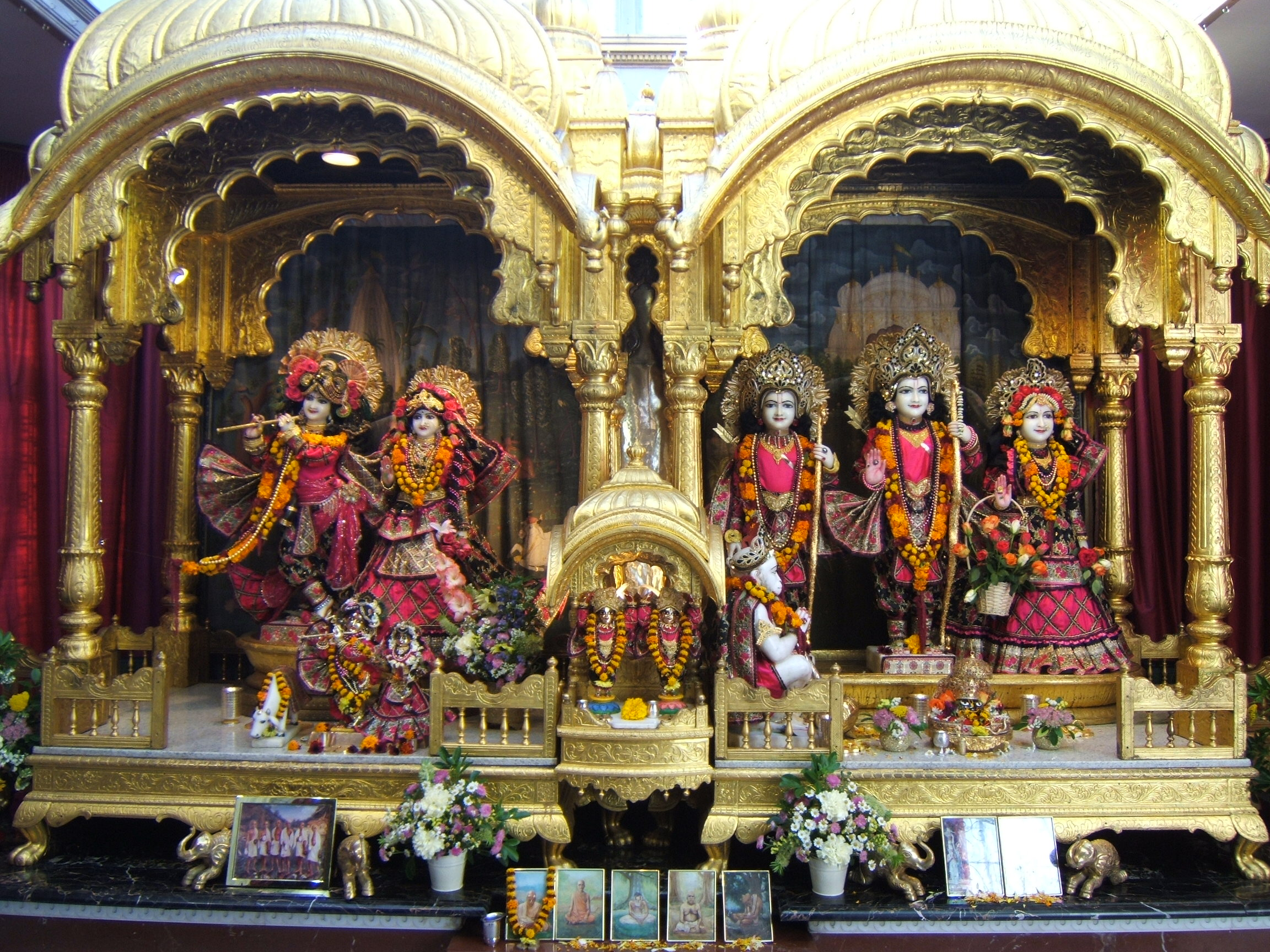
Алтари
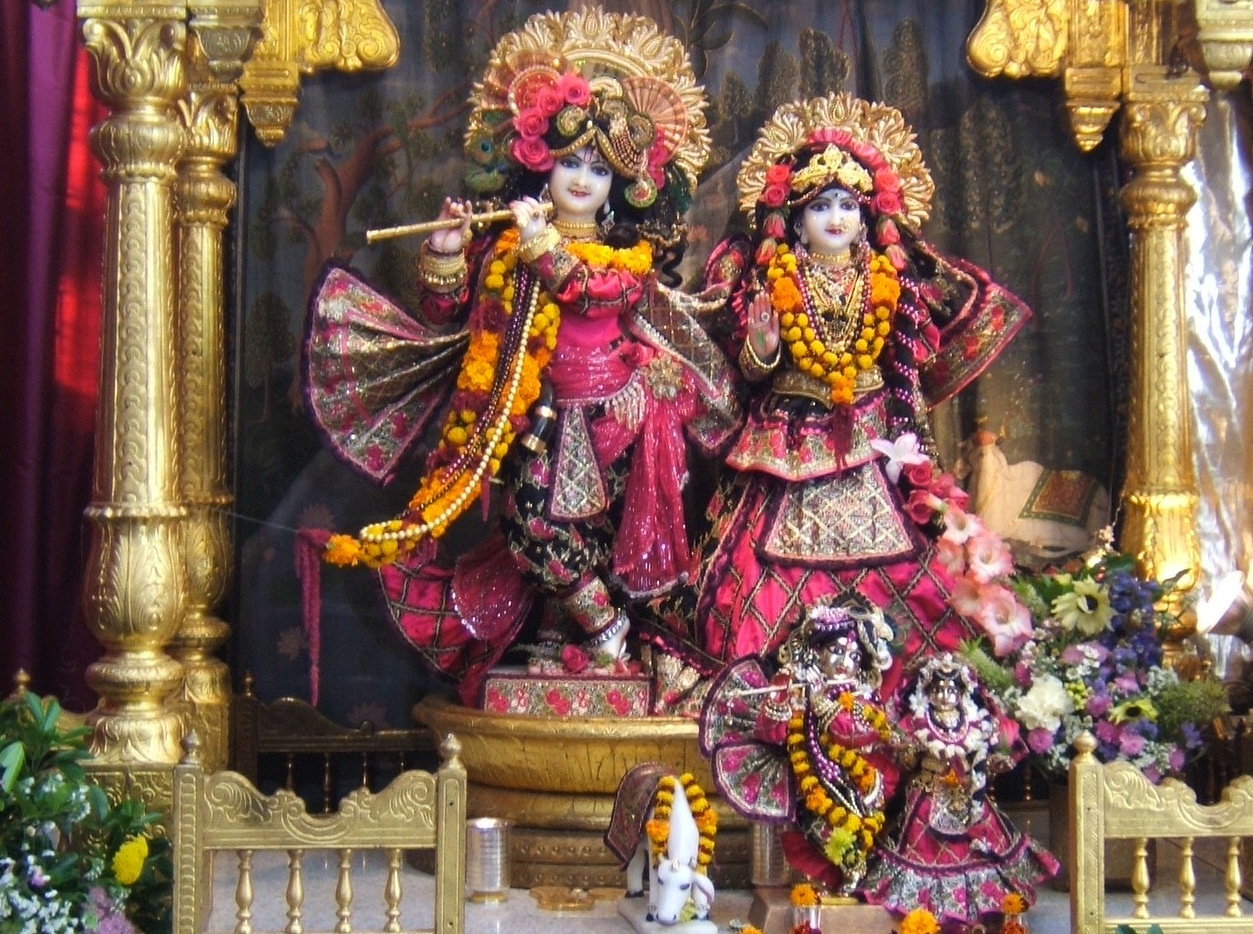
Радха-Гокулананда
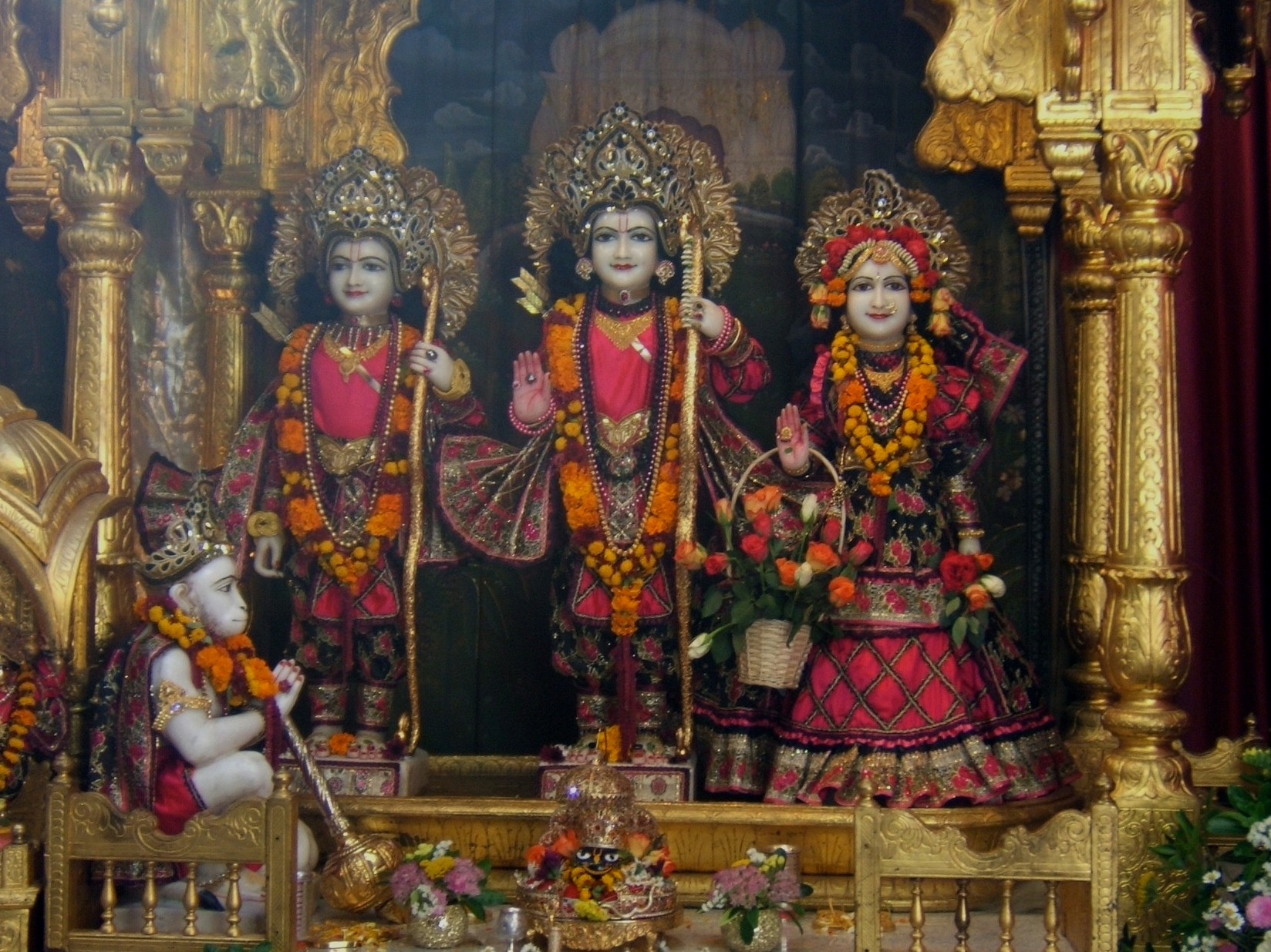
Сита-Рама Лакшмана Хануман
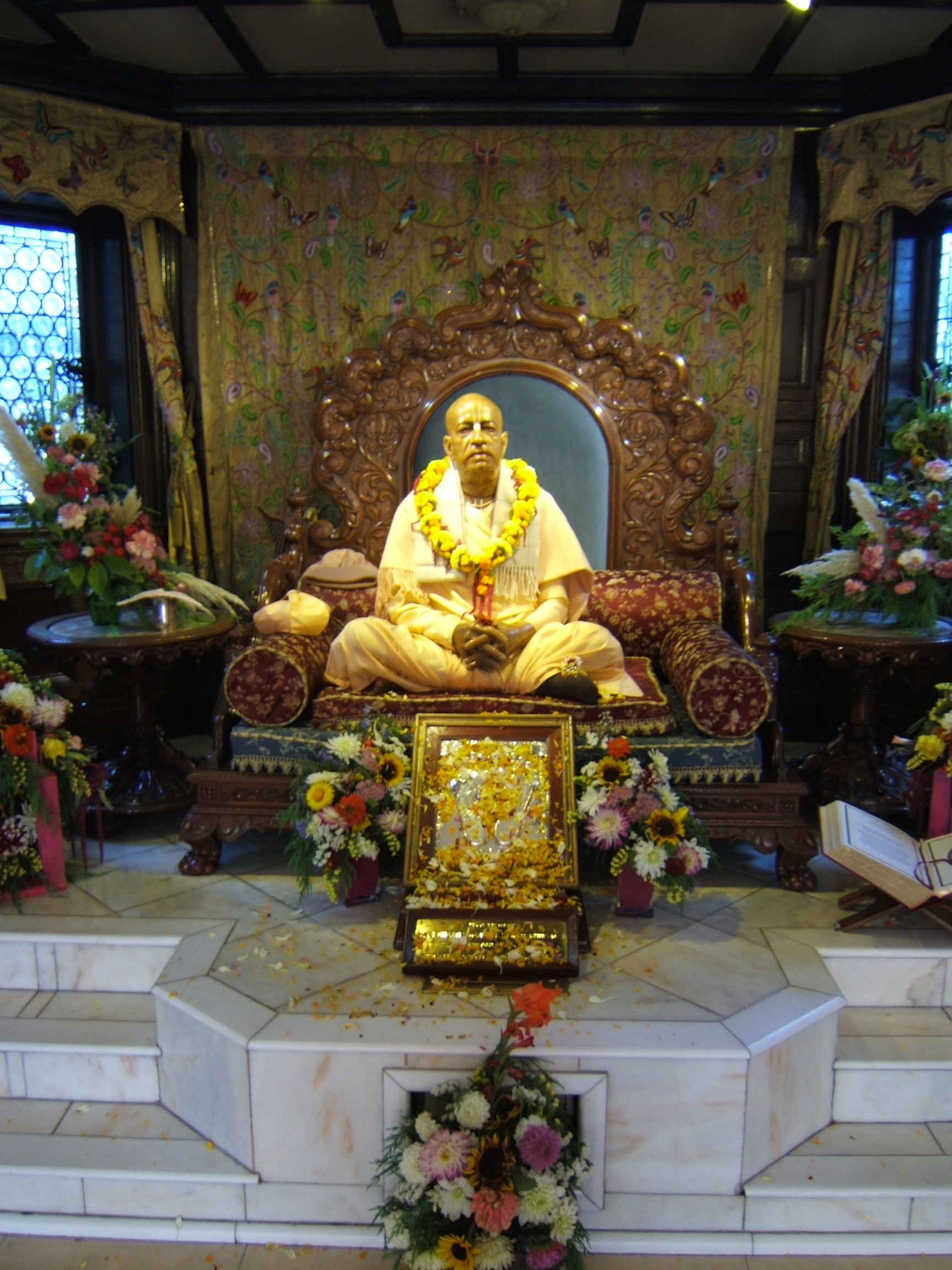
Бхактиведанта Свами Прабхупада